# Irmgard Richter

Irmgard Richter als Annchen in Max Halbes Jugend, Altes Theater Leipzig, 1919

Irmgard Richter (* 2. Oktober 1902 in Leipzig; † 19. April 1931 in Syrakus, Sizilien, Italien) war eine deutsche Schauspielerin und Mitglied der Reinhardt-Bühnen.

## Leben

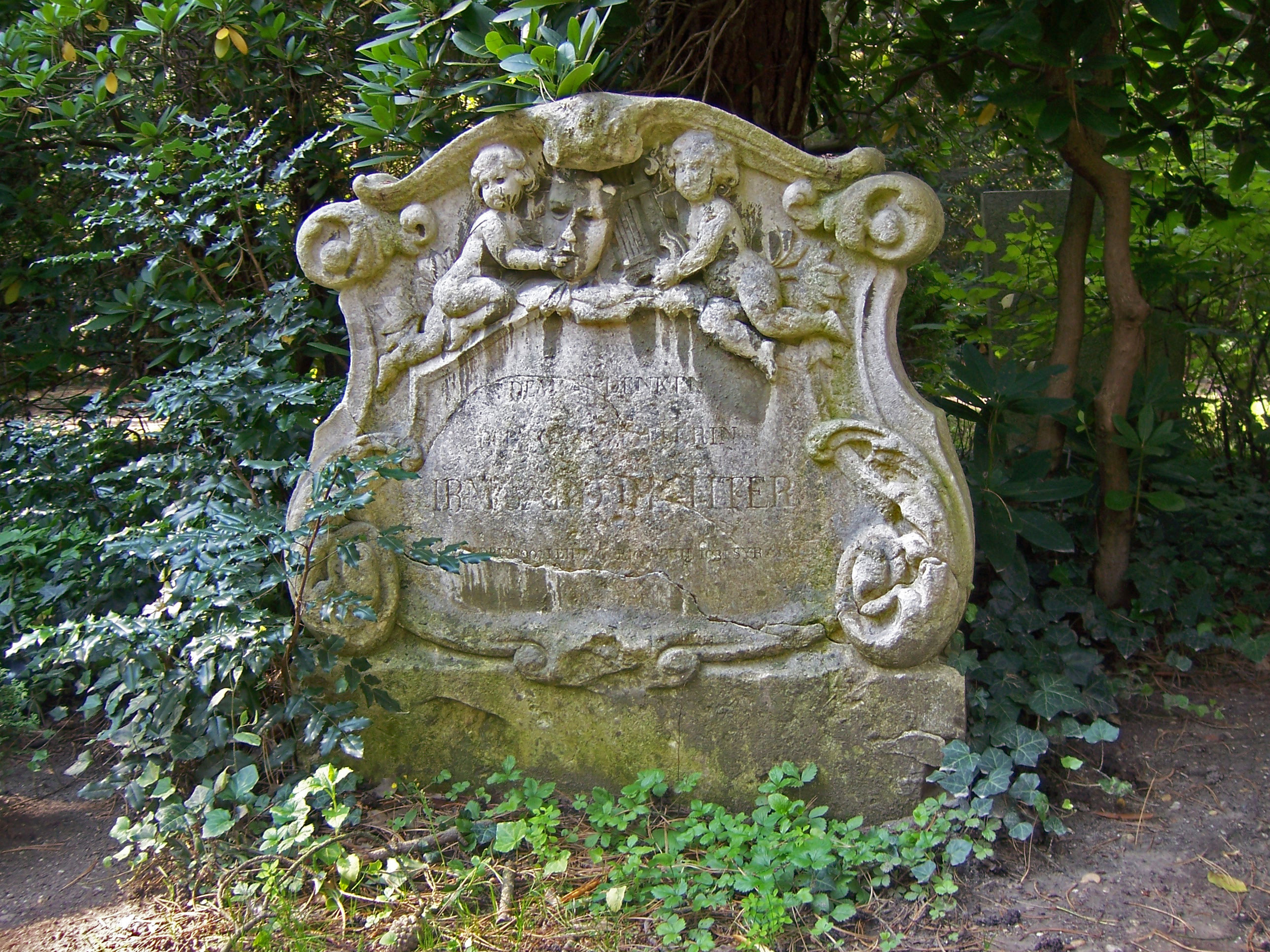
Grabstätte Irmgard Richter auf dem Südfriedhof in Leipzig

Die einzige Tochter des Kaufmanns und Filialleiters Felix Richter und dessen Frau Milda, geborene Richter, begann ihre Laufbahn am Alten Theater in Leipzig. Dort war sie Schülerin von Adolf Winds und Fritz Reiff.
Durch Josef Jarno gelangte die junge Schauspielerin 1920 nach Wien, wo sie von Max Reinhardt für sein Theater in der Josefstadt entdeckt und für die Salzburger Festspiele verpflichtet wurde. In der Rolle des Engel des Herrn wirkte sie bei der glanzvollen Eröffnungsvorstellung des Salzburger Festspielhauses anlässlich der Salzburger Festspiele am 13. August 1925 mit. Als Mitglied des Reinhardt-Ensembles spielte die begabte Schauspielerin rasch bedeutende Rollen und gastierte mit Alexander Moissi in Nordamerika.
Mit der Theatertruppe Eugen Klöpfers unternahm sie 1926 eine Tournee durch ganz Deutschland und die Tschechoslowakei.
Sie verstarb unerwartet in Syrakus an einem Herzleiden. Auf dem Leipziger Südfriedhof wurde sie beerdigt.

## Rollen (Auswahl)
- 1919: Annchen in Max Halbes Drama Jugend, Altes Theater, Leipzig
- 1923: Luise Millerin in Friedrich von Schillers Kabale und Liebe Stadttheater, Brünn
- 1925: Engel in Hugo von Hofmannsthals Das Salzburger große Welttheater, Großes Festspielhaus, Salzburg, mit Lil Dagover als Schönheit und Helene Thimig als Weisheit, Regie: Max Reinhardt
- 1926: Violet in George Bernard Shaws Komödie Mensch und Übermensch, Lessingtheater, Berlin, Regie: Karlheinz Martin
- 1927: Rosemary in Ann Nichols Schwank Dreimal Hochzeit (Abie’s Irish Rose), Johann Strauß-Theater, Wien, mit Lutz Altschul als Samuel Levy, Hans Moser als Isaac Cohen, Hugo Thimig als Father Whalen, Regie: Ludwig Stärk
- 1928: Gute Werke in Hugo von Hofmannsthals Jedermann, Dortmunder Westfalenhalle, Dortmund, mit Alexander Moissi als Jedermann, Regie: Max Reinhardt